# 黄筒花属
黄筒花属（学名：Phacellanthus）是列当科下的一个属，为草本植物。该属仅有黄筒花（Phacellanthus tubulosus）一种，分布于西伯利亚东部至日本。